# Get Backers
Get Backers (jap. ゲットバッカーズ – 奪還屋 – Gettobakkāzu–Dakkan'ya) ist eine Manga-Serie des japanischen Zeichners Rando Ayamine und des Autors Yuya Aoki. Der Manga wurde von 1999 bis 2007 veröffentlicht und umfasst ungefähr 7.000 Seiten in 39 Sammelbänden. Er richtet sich vorwiegend an eine jugendliche, männliche Leserschaft, lässt sich also der Shōnen-Gattung sowie den Genres Abenteuer, Comedy und Action zuordnen. Die Comicserie wurde in mehrere Sprachen übersetzt und als Anime-Fernsehserie sowie Hörspiel und Videospiel umgesetzt.

## Inhalt
Die beiden jungen Männer Ban Midou und Ginji Amano leben in Shinjuku und bilden die Get Backers (dt. „Wiederbeschaffer“). Ihr Motto lautet „Was ihnen genommen wurde, bringen wir zurück!“. Sie nehmen auf Honorarbasis Aufträge an, abhandengekommene Gegenstände oder Personen wiederzubeschaffen. Dabei werden sie häufig in Abenteuer verwickelt, wenn sich die Aufträge als gefährlicher herausstellen als zunächst angenommen. Da die beiden jedoch ständig in Geldnot sind, sind sie gezwungen jeden anzunehmen. Auch wenn sie fast immer ihre Aufgabe erfüllen, bleiben Ban und Ginji durch unglückliche Umstände immer arm. Häufig werden ihnen durch die junge Hevn neue Aufträge vermittelt.

## Charaktere

### Get Backers
- Ban Mido

Zusammen mit Ginji Amano bildet er die Gruppe Get Backers. Über seine Vergangenheit ist wenig bekannt, aber es gibt einige Hinweise, dass er aus einer wohlhabenden Familie stammt. Er ist ein begabter Violinenspieler und sehr interessiert an Kunst. Er hat die Fähigkeiten des Teuflischen Auges, mit welchem er Menschen und Tieren mit Blickkontakt für eine Minute einen Traum aufzwingen kann. Er kann es jedoch maximal 3-mal pro Tag und nicht zweimal an einer Person innerhalb von 24 Stunden einsetzen. Des Weiteren hat sein Griff, den er "Snake Bite" nennt, eine Druckkraft von 200 kg. Er ist sehr gut darin, zu erkennen, was andere denken und durchschaut fast jede Farce. Er hat ein sehr kindisches und verspieltes Auftreten, auch wenn er kämpft. Er wird trotzdem im Bezug auf das Kämpfen oft ein Genie genannt. Er hat kein Talent mit Geld und hat immer lieber die Taube auf dem Dach als den Spatz in der Hand und ist deswegen meist pleite und obdachlos.
- Ginji Amano

Zusammen mit Ban Mido bilder er die Gruppe Get Backers. Er wurde als Kind in der Festung ohne Grenzen ausgesetzt und dort von Teshinime großgezogen. Er war der Anführer der Volts und wurde der "Elektro King Ginji Amano" genannt und als solcher gefürchtet. Er verließ jedoch die Volts und die Festung ohne Grenzen, wodurch er sich viele alte Mitstreiter zum Feind machte. Er hat die Fähigkeit wie ein Zitteraal in seinem Körper Elektrizität zu erzeugen, was er auf verschiedenste Weisen im Kampf zu nutzen weiß. Auch er ist ein begabter Kämpfer, steht jedoch immer in Bans Schatten. Er ist durch Bans risikoreiche Art mit Geld umzugehen stets ebenfalls pleite und obdachlos.

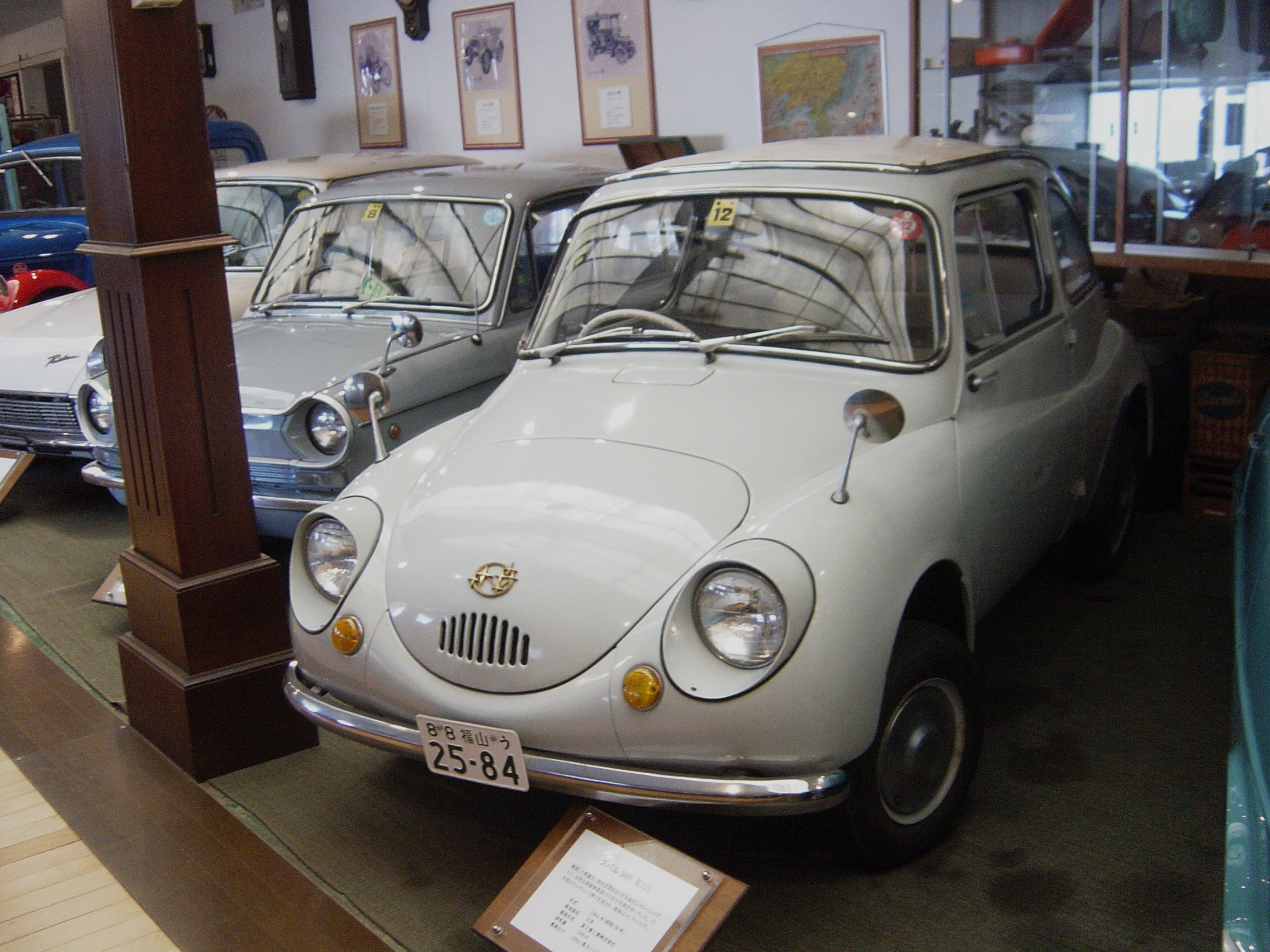
Der "Dienstwagen" der Get Backers

Der "Dienstwagen" der Get Backers ist ein frisierter Subaru 360.

### Volts

#### Die 4-Kings der Volts
- Kazuki Fuchoin (Stringmaster Kazuki)

Kazuki Fuchoin war einer der 4-Kings der Volts. Er kam zusammen mit seinem Jugendfreund Jubei Kakei in die Festung ohne Grenzen, nachdem seine Familie getötet wurde. Er bekam den Titel Stringmaster (Dt. Name Schnur-Meister), da seine Waffe Koto-Saiten sind. Diese Art des Kampfes hatte eine lange Tradition in seiner Familie. Er hat ein sehr weibliches Erscheinungsbild und wird von Rando Ayamine außerhalb der Story auch stets zu den weiblichen Charakteren gezählt. Er verlässt kurz nach Ginji die Festung ohne Grenzen.
- Shido Fuyuki (Beastmaster)

Shido war einer der 4-Kings der Volts. Er stammt von dem alten Volk Maryudo ab, welches als ausgestorben gilt. Durch diese Abstammung hat er die Fähigkeit, mit Tieren zu reden und sie zu kontrollieren und sogar in gewissem Maß ihre Fähigkeiten anzunehmen. Da er diese Fähigkeiten im Kampf einsetzt, bekam er den Beinamen "Beastmaster". Er kam allein in die Festung ohne Grenzen und verlässt diese kurz nach Ginji in der Hoffnung, diesen zurückbringen zu können. Er lebt später bei Madoka Otawa.
- Makubex/Macbex

Macbex war einer der 4-Kings der Volts. Er wuchs in der Festung ohne Grenzen auf. Er wurde in einer Tasche gefunden, auf der nur der Name "Makube" stand, seinen Nachnamen kennt niemand, auch er selbst nicht. Er wurde von Gen dem Medizinmacher großgezogen und entdeckt bald sein enormes Talent im Umgang mit Computern. Auf Grund seines extrem hohen IQen bekommt er den Beinamen Makubex/Macbex. Er hat Ginji vergöttert und sich, nachdem dieser die Festung ohne Grenzen verließ, extrem verändert. Er ist zeitweilig der Gegner der Get Backers, da diese das "IL/Lens" – die Datensequenz zum Zünden einer Atombombe – von ihm wiederbeschaffen sollen. Ginji überzeugt ihn aber davon, dass es andere Wege gibt. Er erweist sich als schwerer Gegner, da seine Kalkulationen sehr akkurat sind und er ein Meister der Wahrscheinlichkeitsrechnung und Informatik ist. Körperlich ist er nicht stark und kämpft daher nicht selbst. Er will die Lower Town von der Herrschaft Babylon Citys befreien und gründet somit die neuen Volts.
- Kurusu Masaki

Masaki war einer der 4-Kings der Volts. Er war ein Vorbild für Ginji. Später wird bekannt, dass er einer der "Götter der Festung ohne Grenzen" ist. Im Kampf benutzt er ein illusionäres Licht, um den Gegner zu blenden und verwirren. Er verlässt die Festung ohne Grenzen vor Ginji.

#### Andere Mitglieder der Volts
- Jubei Kakei (Flying-Needle Jubei)

Jubei ist ein Kindheitsfreund von Kazuki und kam zusammen mit ihm und seiner Gruppe Fuuga in die Festung ohne Grenzen. Er steht zwar immer unter Kazuki, ist ihm jedoch im Kampf ebenbürtig. Im Kampf verwendet er Nadeln, um seinen Gegner tödlich zu verletzen. Eigentlich sind es die Nadeln einer alten Heilkunst, die in der Familie Kakei, die seit Generationen die Hausärzte der Fuchoin Familie stellten, gelehrt wird. Er arbeitet später stets für Macbex und ist ihm treu ergeben. Er ist der jüngere Bruder von Sakura Kakei.
- Sakura Kakei

Sakura ist die ältere Schwester Jubeis. Sie ist stets mit Macbex zusammen und ihm genau wie ihr Bruder sehr treu. Sie kämpft mit Tüchern, ist jedoch bei Weitem nicht so stark wie ihr Bruder.
- Haruki Emishi (Bloodbath Joker)

Emishi ist ein Nachfahre des Alten Roran-Stammes, welcher großteils als vernichtet gilt. Er hält sich selbst für einen Komiker und macht gern Witze und Grimassen, was Shido, welcher bei den Volts sein direkter "Vorgesetzter" war, oft Nerven kostete. Als Waffe benutzt er die Roran-Peitsche, welche aus dem Haar der Frauen des ehemaligen Stammes Roran gemacht wurde und damit extrem elastisch ist. Dadurch, dass er so viel lacht, aber im Kampf äußerst stark ist, nannte man ihn den "Mann, der lachend im Blut watet" und "Bloodbath Joker". Kinder nennen ihn aber nur "den dämlichen Emishi". Da er nie den angebrachten Ernst für die Lage aufbringt, kämpft er fast nie mit seinem wirklichen Potenzial, kann aber mit den 4-Kings mithalten, wenn er die richtige Motivation hat. Auch er schließt sich Macbex an.

### Nebencharaktere
- Natsumi Mizuki

Natsumi arbeitet in der Stammkneipe der Get Backers Honky Tonk. Sie ist ein sehr lebhaftes und liebevolles Mädchen und sehr naiv. Sie ist außerdem handwerklich begabt. Im Anime ist sie die erste Klientin der Get Backers.
- Hevn

Hevn ist ein Deck- bzw. Künstlername, der echte Name wird nie genannt. Sie ist als Auftragsvermittlerin tätig und vor allem dafür bekannt, dass sie besonders gefährliche Aufträge anbringt, weswegen Ginji und Ban sie nicht immer gerne sehen. Sie hat einen reizvollen Körper, den sie auch oft als "Argument" benutzt, um Ban zu überzeugen, und kleidet sich stets so knapp wie möglich.
- Madoka Otawa

Sie ist eine blinde Violinistin, die weltberühmt für ihr gutes Spiel und Gehör ist. Sie ist stets höflich und nett, wirkt jedoch recht naiv. Sie ist eine Klientin der Get Backers, welche ihr ihre Violine, eine Stradivari, wiederbeschaffen sollen. Da sie bei der Auftragsausführung selbst anwesend sein muss, trifft sie auf Shido und verliebt sich in ihn. Er zieht nachher bei Madoka ein.
- Paul Wang

Paul ist der Besitzer des Honky Tonk. Er wirkt unscheinbar, ist jedoch schon sehr lange in Hinter-Shinjuku und kennt den Ort wie seine Westentasche. Er kann äußerst effektiv Informationen beschaffen, auch wenn sie geheim oder sehr geschützt sein sollten. Warum er die Get Backers so schätzt und sich um sie kümmert, ist nicht bekannt, da sie ihm eine große Summe schulden (für Kaffee und Sushi). Er hat sehr viel Talent im Umgang mit Computern. In seinem Café sieht man außer den Klienten der Get Backers kaum Gäste, wodurch man annehmen kann, dass er durch seine Schwarzmarktkontakte anderen Geschäften nachgeht.
- Himiko Kudo (Lady Poison)

Himiko ist zuerst in einer Gruppe tätig, die sich die Transporter nennt. Neben Goso Magurama und Akabane Kurodo ist sie mit bekannteste Transporterin. Sie arbeitete früher zusammen mit ihrem Bruder Yamato Kudo und Ban zusammen als Wiederbeschaffer. Sie glaubt, dass Ban ihren Bruder getötet hat, weswegen sie Rache an ihm üben will. Sie erscheint das erste Mal als Ban und Ginji eine Kiste wiederbeschaffen sollen, die sie transportiert. Ban überzeugt sie, dass der Tod ihres Bruders das Schicksal eines Voodoo-Childs sei und beschwichtigt sie vorerst. Himiko ist ebenfalls ein Voodoo-Child (Im Manga wird nur erwähnt, dass denjenigen, der ein Voodoo-Child tötet, ein Fluch trifft). Als Waffe benutzt sie verschiedene Parfüme, die die verschiedensten Wirkungen haben. Sie kann Menschen damit verbrennen, ihre Erinnerung löschen und sogar ihren Verstand auf das Niveau von Primaten zurücksetzen. Dadurch bekam sie den Namen "Lady Poison" und "Die Hexe mit den 7 Gift-Parfüms" (es heißt zwar 7 Giftparfüms, aber sie trägt stets mindestens 9 mit sich, hat aber angeblich hunderte verschiedene.)
- Yamato Kudo

Yamato ist Himikos älterer Bruder. Er floh zusammen mit ihr, als sie noch ein kleines Kind war, von ihrem Zuhause und hat sie seitdem stets beschützt. Er arbeitete wie Himiko auch mit den Gift-Parfüms. Er wurde von Ban getötet. Über die Gründe ist wenig bekannt, aber sie hängen mit dem Schicksal der Voodoo-Childs zusammen.
- Kurodo Akabane (Dr. Jackal)

Akabane ist einer der Transporter. Er ist stets höflich und bewahrt immer die Ruhe, im Kampf jedoch äußerst grausam und findet Gefallen daran, Menschen zu töten. Er führt/trägt stets eine Vielzahl von Skalpellen mit sich, die er in seinem Körper versteckt. Wenn man seinen Aussagen Glauben schenken darf, wird alles, was mit seinem Blut in Kontakt kommt, zu seiner Waffe, über die er immer frei verfügen kann. Er ist ein zäher Gegenspieler der Get Backers und vielleicht nicht der stärkste, aber der gefährlichste Charakter des Mangas. Ginji zieht mit seiner Magnet-Power alle Skalpelle aus dessen Körper, wobei Akabane hätte getötet werden müssen.
In der Festung ohne Grenzen weckt 'Ginji' sein Interesse, in dem er zu seinem alter ego, dem Elektroking wird -seitdem fiebert Akabane (oder Dr. Jackal, wie er gemeinhin genannt wird) einem Duell entgegen, doch auch 'Ban' scheint ihn zu reizen, denn im Verlauf der Geschichte tragen die beiden einen erbitterten Kampf auf 'Battleship Island' aus. Seine Gier nach dem Blut stärkerer Gegner nimmt großen Einfluss auf seine Psyche, um sie zu befriedigen, schreckt er vor nichts zurück. Als 'Hevn' ihn zusammen mit den Get Backers anheuert, um das IL zurückzuholen, hintergeht er seine Kameraden, in dem er MacBex den Schlüssel zur Vollendung seines Plans zuspielt: waffenfähiges Plutonium. Er selbst sieht das nicht als Verrat, da er nie loyal war. Er hilft aber dennoch mit, das IL wiederzubeschaffen.
- Goso Magurama (Mr. Nobreak)

Magurama ist ein Transporter. Er arbeitet oft zusammen mit Akabane und Himiko. Im Gegensatz zu den beiden ist er jedoch kein Kämpfer, sondern ein hervorragender Fahrer, weswegen man ihn "Mr. Nobreak" nennt. Er kommt nur selten vor und es ist nur wenig über ihn bekannt, außer dass er auch Taxi fährt.
- Ryudo Hishiki (Undead)

Hishiki ist ein Bodyguard bzw. Beschützer, der den Beinamen Undead trägt, da ihm kaum eine Attacke etwas ausmacht. Außerdem hat er einen sehr starken Schlag, ist durch seine Muskelmasse jedoch recht langsam. Über seine Vergangenheit ist nur bekannt, dass er einst bei Ultimate Fighting war, aber irgendwann durchdrehte und seine Gegner umbrachte, was dazu führte, dass er entlassen wurde. Er wird (vermutlich) von Ginji getötet, indem dieser einen Blitz in Hishikis Körper leitet.
- Takuma Fudō (Der Seher)

Fudo hat in einem Kampf gegen Ban in der Vergangenheit seinen rechten Arm verloren. Um Rache an ihn nehmen zu können, schließt er sich Macbex an, der ihn mit einer maschinellen Hand ausstattet. Er hat eine besondere Fähigkeit, die ihm erlaubt, wenige Sekunden in die Zukunft zu schauen und vorauszusehen, was der Gegner als Nächstes macht. Dies verlieh ihm den Beinamen „Seher“. Dadurch, dass er sich so auf seine Rache an Ban fixiert hat, wirkt er sehr unüberlegt und verbohrt. Er wird von Shido überlistet und getötet.
- Kyōji Kagami

Kagami ist ein Bewohner des Turms, das heißt, er kommt aus Babylon City, dem obersten Teil der Festung ohne Grenzen. Er nennt sich selbst stets Beobachter, war jedoch stark genug, um einen Kampf mit Akabane zu überleben. Seine Waffe sind Glassplitter und Spiegel. Seine beste Waffe ist der „Diamond Dust“ (Diamantenstaub), der zunächst viele Reflexionen von ihm erzeugen, aber dazu gedacht sind, den Gegner von innen heraus zu zerschneiden, wenn er sie einatmet.
- Die sieben Mirokus

Während Ban und Mido die verloren geglaubten Arme der Venus von Milo wieder erlangen sollen, ist es der Job der sieben Mirokus, die beiden daran zu hindern. Natsuhiko Miroku, einer der sieben, ist ein alter Bekannter von Ban und wild entschlossen, ihn zu töten – doch auch die anderen Mirokus sind nicht ungefährlich. Ginji freundet sich während dieser Mission mit dem jüngsten der Mirokus, nämlich Yukihiko an und wird später in einen Kampf verwickelt, in dem er alle sieben Geschwister im Alleingang besiegt. Obwohl die sieben Mirokus sieben Personen sind, wie sie unterschiedlicher nicht sein könnten, teilen sie sich einen Körper – nicht etwa, gespaltene Persönlichkeiten, sondern tatsächlich sieben Menschen in einem.
- Clayman

Clayman ist eine Frau, die sich auf Kunstdiebstahl spezialisiert hat. Sie betreibt nach eigener Aussage „die ewige Wiederbeschaffung“. Sie will unschätzbare Kunstwerke für die Nachwelt fest- bzw. erhalten. Ihre Mutter war ein Medium für Geister von toten Künstlern, die durch ihre Hand weitere Werke malten. Sie heuert die Get Backers an, die Arme der Venus von Milo zurückzuholen.

## Wichtige Orte und Gruppen
- Volts

Die Volts waren eine Jugendbande, in der eine Hierarchie herrschte. Unangefochtener und Gründer der Volts war Ginji Amano, welcher durch seine Fähigkeiten und Stärke den Namen Elektro-King bekam. Unter Ginji standen die "4 Kings" – Kazuki Fuchoin der Schnurmeister, Fuyuki Shido der Beastmaster, Makubex (deutscher Name Macbex) und Kurusu Masaki.
Die Volts regierten vor allem über die Festung ohne Grenzen und zerfielen nach dem Verlassen Ginjis. In der "Lower Town" kam es dadurch zu Übergriffen aus der "Beltline". Nach der "Operation IL" gründet Macbex die neuen Volts.
- Manji-Brüder

Von den Manji-Brüdern ist in den in Deutschland bisher erschienenen Bänden noch nicht sonderlich viel bekannt. Gelegentlich laufen sie den Get Backers zwar während ihrer Aufträge über den Weg, stellen für sie aber nie eine sonderlich große Bedrohung dar. Ihr Erscheinungsbild ist geprägt durch eine Glatze und ein Nachtsichtgerät, die sämtliche Mitglieder tragen. Sie kleiden sich wie Rechtsradikale, die Hakenkreuze sind in den deutschen Veröffentlichungen jedoch wegretuschiert. Bisher tauchten im Manga vier Teams der Manji-Organisation auf.
- Festung ohne Grenzen

Ein riesiger Gebäudekomplex in Hinter-Shinjuku, in dem das Gesetz keine Rolle spielt. Auch die Polizei und die Yakuza machen ein Bogen um das Gebiet, welches ausschließlich von Jugendbanden regiert wird. Obwohl dort ca. 10.000 Einwohner leben, wird es von den Landkarten gestrichen. Den Kern des Komplexes bildet der "Babylon Tower", in dessen Fundamenten sich ein Gerät zur Erzeugung virtueller Realität befindet. Der Großteil des Komplexes entstand während einer großen Wirtschaftsrezession durch illegale Bauarbeiten. Ban stellt später fest, dass die Festung ohne Grenzen ein Ort ist, wo mit Funkwellen eine Welt erschaffen wurde, die zwischen Illusion und Realität schwankt. Auch sind die übernatürlichen Fähigkeiten und das Heilungsvermögen unter dem Einfluss dieses Kraftfeldes für alle Insassen deutlich ausgeprägter. Die Festung ist in drei Ebenen eingeteilt. Den ersten Teil "Lower Town" (1.–20. Stock – Gefahrenpotential: 30–45 %), welche Ginji zu Zeiten des Elektrokings regierte. Danach kommt die "Belt Line" (21.–40. Stock – Gefahrenpotential: 75 %), über welche nicht viel bekannt ist. Kazuki hat sie einmal betreten, kam jedoch nicht weit, bevor er schwer verletzt den Rückzug antreten musste. Die oberste Ebene ist "Babylon City" (ab dem 41. Stock – Gefahrenpotential: ∞) über die nur bekannt ist, dass dort die Köpfe, die die Illusion der Festung ohne Grenzen inszenieren, die "Götter der Festung", leben sollen.
- Honky Tonk

Honky Tonk ist das Café von Paul. Es fungiert oft als Büro der Get Backers, da diese obdachlos sind und nur dort ihre Kunden antreffen können. Das im europäischen Einrichtungsstil gehaltene Café ist zwar unscheinbar, hat aber einige Hochleistungscomputer und Server. Die Get Backers haben im Honky Tonk eine enorme Rechnung offen, die sich zeitweilig auf fast 800.000 ¥ erhöht hat.
- Battleship Island

Battleship Island dient in Akt 7 als geheime Operationsbasis der Yakuza. Die Get Backers vereiteln dort eine Auktion mit illegal beschafften Antiquitäten und Drogenhandel. Die Insel existiert tatsächlich und heißt in Wirklichkeit Hashima.
- IL

Die Abkürzung IL steht für "Implosion Lens", den Zünder für eine Atombombe. In Wirklichkeit handelte es sich bei dem IL nicht um einen Zünder, sondern eine DVD, die ein Atomtestprogramm der ehemaligen Sowjetunion enthielt. Das Programm war in der Lage, Atomtests zu simulieren und den Zünder zu berechnen.

## Konzeption und Entstehung
Jeder Auftrag bzw. jedes Abenteuer wird in einem Akt zusammengefasst. Die Länge der Akte kann von wenigen Seiten bis zu mehreren Bänden variieren. Zwischen den Akten tauchen gelegentlich Zwischenspiele auf. Dennoch läuft übergreifend eine zusammenhängende Story und die Protagonisten begegnen sich immer wieder, oft wechselnd als Widersacher oder Partner. Jedes Kapitel wird mit Hintergrundinformationen des Zeichners kommentiert. Handlungsort und Zeit ist das gegenwärtige Japan, in einem von Gewalt und Kriminalität bestimmten Umfeld. Im Handlungsverlauf tauchen zunehmend Personen mit übernatürlichen Fähigkeiten auf, die als Gegner der beiden Hauptfiguren in Erscheinung treten.
Der Manga ist das erste kommerzielle Werk von Rando Ayamine. Die Arbeit daran begann 1997. Das Werk wurde stark von japanischen Horrorfilmen beeinflusst, von denen der Autor ein Fan ist.

## Veröffentlichungen
Get Backers erschienen in Japan von 1999 bis 2007 wöchentlich in Einzelkapiteln im Manga-Magazin Shōnen Magazine, in dem zur selben Zeit unter anderem auch Hiro Mashimas RAVE und Akimine Kamijyos Samurai Deeper Kyo veröffentlicht wurden. Der Kōdansha-Verlag brachte diese Einzelkapitel auch in 39 Sammelbänden heraus.
Man verlegt den Manga auch in Nordamerika, Singapur, China, Thailand, Indonesien, Frankreich und Deutschland. In Deutsch erschien Get Backers zunächst kapitelweise im Magazin Manga Power, von August 2003 (Ausgabe 17) bis zur Einstellung des Magazins mit der Septemberausgabe 2004. Der Verlag Egmont Manga & Anime brachte von Februar 2004 bis Dezember 2013 alle Bände in Deutschland heraus.

## Verfilmung
Studio Deen produzierte 49 Episoden einer Anime-Fernsehserie auf Basis des Mangas. Regie führten Kazuhiro Furuhashi und Keitaro Motonaga. Die Serie wurde vom 5. Oktober 2002 bis zum 20. September 2003 auf dem japanischen Fernsehsender Tokyo Broadcasting System (TBS) erstausgestrahlt.
In weiten Teilen Asiens und in Südamerika strahlte der Anime-Fernsehsender Animax die Serie aus. In Deutschland brachte Anime Virtual Get Backers von Oktober 2004 bis Juni 2005 auf fünf DVDs heraus. Diese enthalten zwar deutsche Untertitel, aber keine Synchronfassung.

### Synchronisation
| Rolle          | japanischer Sprecher (Seiyū) |
| -------------- | ---------------------------- |
| Ban Mido       | Nobutoshi Canna              |
| Ginji Amano    | Showtaro Morikubo            |
| Makubex        | Mitsuki Saiga                |
| Himiko Kudou   | Natsuko Kuwatani             |
| Akabane Kurodo | Nobuo Tobita                 |
| Natsumi Mizuki | Otoha                        |
| Hevn           | Rio Natsuki                  |

### Musik
Die Musik der Serie wurde komponiert von Taku Iwasaki. Für die Vorspanne wurden folgende Lieder verwendet:
- Yuragu Koto Nai Ai von Naomi Tamura
- Barairo no Sekai von Pierrot
- Rose-Colored World von Pierrot

Die Abspanne wurden mit diesen Titeln unterlegt:
- Ichibyo No Refrain von Otoha
- Namida no Hurricane von Bon Bon Blanco
- Mr. Déjà vu von naja
- Changin'  von Nona Reeves
- Yuragu Koto Nai Ai von Naomi Tamura

## Weitere Adaptionen

### Hörspiele
In Japan erschienen 2003 zwei Hörspiele zum Manga, die von den Sprechern der Fernsehserie gesprochen wurden. Sie behandeln Geschichten, die nicht als Anime umgesetzt wurden.

### Videospiele
Konami produzierte und veröffentlichte in Japan fünf Spiele zu Get Backers, die Illustrationen darin stammen von Rando Ayamine. Zunächst erschien 2002 Get Backers Dakkanoku: Ubawareta Mugenshiro für PlayStation 2 und PC. Es folgten 2003 Get Backers Dakkanoku - Jagan Fūin! für Game Boy Advance und PC sowie Get Backers Dakkanoku: Metropolis Dakkan Sakusen! und Get Backers Dakkanoku: Dakkandayo! Zenin Shūgō! für PC. 2004 erschien GetBackers Dakkanoku - Urashinshiku Saikyō Battle für die PlayStation 2.

## Rezeption
In einer Kritik der Zeitschrift MangasZene wird der Manga als „knallharte Actionserie mit viel Humor“ beschrieben, die sich von anderen Werken des Genres absetze. Die Handlung biete mit Erzählungen, die dem realen Alltag im Stadtteil Shinjuku mit hoher Kriminalitätsrate nachempfunden sind, eine Mischung aus Action, Erotik, Humor und Horror. Die Zeichnungen böten dabei sowohl viel Fanservice für das männliche Publikum als auch zwei gutaussehende Hauptcharaktere für die weiblichen Leser, zu denen es bereits viele Yaoi-Dōjinshi gebe.
Das deutsche Fanzine Funime wird die Anime-Serie als Mischung von Weiß Kreuz und Lupin III beschrieben. Nach einigen Episoden könne die Konzentration auf Kämpfe jedoch den Zuschauer langweilen. Die Zeitschrift Anime DVD dagegen schreibt von einem „fesselnden Anime, der durch seine oft unkonventionelle Art überzeugt“. Die Charaktere seien glaubwürdig und die besondere Beziehung der beiden Hauptfiguren hebe die Serie von den üblichen Actionserien ab. Der eingestreute Humor sei vor allem Slapstick, werde jedoch nie lächerlich. In ihrer zumeist düsteren Handlung mische der Anime Cyberpunk- mit Fantasy-Elementen. Gemeinsam mit dem häufigen Fanservice, vielen Bishōnen und Shōnen-ai-Anspielung ergäbe sich eine Mischung, die für jeden etwas biete.